# Virginia Bruce
Virginia Bruce, nata Helen Virginia Briggs (Minneapolis, 29 settembre 1910 – Woodland Hills, 24 febbraio 1982), è stata un'attrice statunitense.

## Biografia
Nata nello stato del Minnesota con il nome di Helen Virginia Briggs, iniziò a lavorare per il cinema e il teatro.
Studentessa universitaria a Los Angeles, apparve in un film hollywoodiano come comparsa. Recitò a Broadway negli anni 1930-1931, prendendo parte ad alcune commedie musicali. Era nel cast di Smiles, un musical in due atti prodotto da Florenz Ziegfeld e in America's Sweetheart, un musical di Richard Rodgers e Lorenz Hart, dove aveva uno dei ruoli principali.
Nel 1932 tornò in California insieme al marito, il famoso attore John Gilbert, con il quale girò un film, Downstairs. Si ritirò per un breve periodo dalle scene a causa della nascita della figlia, Susan Ann Gilbert. Il matrimonio con l'attore, però, non durò a lungo: i due divorziarono nel 1934 e la Bruce tornò al cinema.
Nel 1936 fu scelta per un ruolo brevissimo ma di grande impatto, quello della Ziegfeld Girl per eccellenza che, con la sua bellezza luminosa, decora la torta scenografica ne Il paradiso delle fanciulle, film che celebrava i fasti e la vita del grande impresario di New York.
Oltre a John Gilbert, con cui restò sposata dal 1932 al 1934, Virginia Bruce ebbe altri due mariti: i registi J. Walter Ruben (dal 1937 al 1942) e Ali Ipar, dal 1946 al 1951. Con quest'ultimo, girò nel 1954 il film Salgin.
L'attrice morì di cancro il 24 febbraio 1982 a Woodland Hills.

## Filmografia

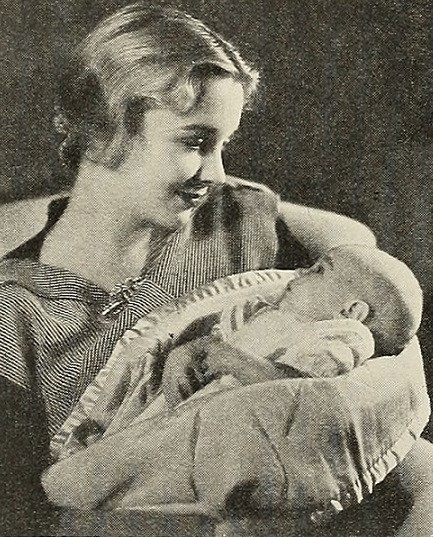
Virginia Bruce con la figlia Susan Ann

### Cinema
- Fugitives, regia di William Beaudine - non accreditata (1929)
- Blue Skies, regia di Alfred L. Werker - non accreditata (1929)
- River of Romance, regia di Richard Wallace - non accreditata (1929)
- Fashions in Love, regia di Victor Schertzinger - non accreditata (1929)
- Illusion, regia di Lothar Mendes - non accreditata (1929)
- Woman Trap, regia di William A. Wellman  - non accreditata (1929)
- La piovra (Why Bring That Up?), regia di George Abbott - non accreditata (1929)
- Il principe consorte (The Love Parade), regia di Ernst Lubitsch - non accreditata (1929)
- I gigli del campo (Lilies of the Field), regia di Alexander Korda (1930)
- Un tocco di scarlatto (Slightly Scarlet), regia di Louis J. Gasnier e Edwin H. Knopf (1930)
- Only the Brave, regia di Frank Tuttle (1930)
- L'aquila grigia (Young Eagles), regia di William A. Wellman (1930)
- Galas de la Paramount (Paramount on Parade), regia di Dorothy Arzner, Otto Brower e altri (1930)
- Safety in Numbers, regia di Victor Schertzinger (1930)
- Il leone sociale (The Social Lion), regia di A. Edward Sutherland (1930), non accreditata
- Raffles, l'Arsenio Lupin inglese (Raffles), regia di George Fitzmaurice e, non accreditato, Harry d'Abbadie d'Arrast -  non accreditata (1930)
- Nel regno della fantasia (Let's Go Native), regia di Leo McCarey - non accreditata (1930)
- Follow Thru, regia di Lloyd Corrigan e Laurence Schwab - non accreditata (1930)
- Whoopee (Whoopee!), regia di Thornton Freeland - non accreditata (1930)
- I demoni dell'aria (Hell Divers), regia di George W. Hill (non accreditato) (1931)
- The Miracle Man, regia di Norman Z. McLeod (1932)
- Ala infranta (Sky Bride), regia di Stephen Roberts (1932)
- Winner Take All, regia di Roy Del Ruth (1932)
- Downstairs, regia di (non accreditato) Monta Bell (1932)
- Kongo, regia di William J. Cowen (1932)
- Jane Eyre - L'angelo dell'amore (Jane Eyre), regia di Christy Cabanne (1934)
- Dangerous Corner, regia di Phil Rosen (1934)
- Il grande Barnum (The Mighty Barnum), regia di Walter Lang (1934)
- La carne e l'anima (Society Doctor), regia di George B. Seitz (1935)
- L'ombra del dubbio, regia di George B. Seitz (1935)
- Times Square Lady, regia di George B. Seitz (1935)
- Facce false (Let 'em Have It) (1935)
- La modella mascherata (Escapade), regia di Robert Z. Leonard (1935)
- Ultime notizie (The Murder Man), regia di Tim Whelan (1935)
- Here Comes the Band, regia di Paul Sloane  (1935)
- Il re dell'Opera (Metropolitan), regia di Richard Boleslawski (1935)
- La volontà occulta (The Garden Murder Case), regia di Edwin L. Marin (1936)
- Il paradiso delle fanciulle (The Great Ziegfeld), regia di Robert Z. Leonard (1936)
- Nata per danzare (Born to Dance), regia di Roy Del Ruth (1936)
- Regina della notte (Women of Glamour), regia di Gordon Wiles (1937)
- When Love Is Young, regia di Hal Mohr (1937)
- Fra due donne (Between Two Women), regia di George B. Seitz (1937)
- La gelosia non è di moda (Wife, Doctor and Nurse), regia di Walter Lang (1937)
- Il grande segreto (The Bad Man of Brimstone), regia di J. Walter Ruben (1937)
- Dopo Arsenio Lupin (Arsène Lupin Returns), regia di George Fitzmaurice (1938)
- The First Hundred Years, regia di Richard Thorpe (1938)
- Yellow Jack, regia di George B. Seitz (1938)
- Woman Against Woman, regia di Robert B. Sinclair (1938)
- L'amore bussa tre volte (There Goes My Heart), regia di Norman Z. McLeod (1938)
- Pericolo biondo (There's That Woman Again), regia di Alexander Hall (1939)
- Il grande nemico (Let Freedom Ring), regia di Jack Conway (1939)
- Society Lawyer, regia di Edwin L. Marin (1939)
- Stronger Than Desire, regia di Leslie Fenton (1939)
- Flight Angels, regia di Lewis Seiler (1940)
- L'uomo che parlò troppo (The Man Who Talked Too Much), regia di Vincent Sherman (1940)
- T'amerò follemente (Hired Wife), regia di William A. Seiter (1940)
- La donna invisibile (The Invisible Woman), regia di A. Edward Sutherland (1940)
- Avventura a Washington (Adventure in Washington), regia di Alfred E. Green (1941)
- La mascotte dei fuorilegge (Butch Minds the Baby), regia di Albert S. Rogell (1942)
- Gli eroi dell'isola (Pardon My Sarong), regia di Erle C. Kenton (1942)
- Careful, Soft Shoulder regia di Oliver H.P. Garrett (1942)
- La spia di Damasco (Action in Arabia), regia di Léonide Moguy (1944)
- Brazil di Joseph Santley (1944)
- Love, Honor and Goodbye, regia di Albert S. Rogell (1945)
- La notte ha mille occhi (Night Has a Thousand Eyes), regia di John Farrow (1948)
- Il mongolo ribelle (State Department: File 649), regia di Sam Newfield (1949)
- Salgin, regia di Ali Ipar (1954)
- Reluctant Bride, regia di Henry Cass (1955)
- Noi due sconosciuti (Strangers When We Meet), regia di Richard Quine (1960)
- Madame Wang's, regia di Paul Morrissey (1981)

### Televisione
- General Electric Theater – serie TV, episodio 2x09 (1953)
- Scienza e fantasia (Science Fiction Theatre) – serie TV, episodi 1x24-1x31 (1955)

## Doppiatrici italiane
- Dhia Cristiani in Gli eroi dell'isola, Noi due sconosciuti
- Lia Orlandini in La donna invisibile
- Laura Carli in La notte ha mille occhi
- Elena Da Venezia in L'uomo che parlò troppo